# 少棘豬齒魚
少棘豬齒魚，為輻鰭魚綱鱸形目隆頭魚亞目隆頭魚科的其中一種，分布於中西太平洋區，從印尼至新喀里多尼亞海域，體長可達28.2公分，棲息泥底質海域，生活習性不明。

## 擴展閱讀
維基物種上的相關：少棘豬齒魚